# Fleischstraße (Trier)
Die Fleischstraße ist eine Straße in der Trierer Innenstadt. Sie führt vom Viehmarktplatz über den Kornmarkt zum Hauptmarkt. Parallel verläuft die Brotstraße. Sie ist eine der Hauptgeschäftsstraßen der Stadt und ist seit 1977 Fußgängerzone.

## Geschichte
Die Straße leitet ihren Namen von den im Mittelalter am Anfang der Straße befindlichen Ständen der Metzgerzunft ab. Der älteste Beleg für die Straße stammt von 1190. Seit 1248 wurde die Straße platea vulgo Vleysgasse genannt.

## Einkaufsmöglichkeiten und Dienstleistungen
Die Fleischstraße hat mehrere Geschäfte, Cafés und Restaurants. Optisch auffällig war bis 2024 die Filiale Galeria Kaufhof (eine weitere Kaufhof-Filiale existiert in der Simeonstraße) mit rund 11.000 Quadratmetern Verkaufsfläche. Von 1973 bis 1997 war hier eine Niederlassung der Kaufhauskette Horten ansässig. Die immer noch mit den typischen Hortenkacheln verkleidete Fassade verleiht dem Gebäude sein eigenwilliges Gepränge. Ende April 2024 wurde die Schließung zum 31. August des Jahres (wie auch 15 weitere Filialen bundesweit) bekanntgegeben, sodass das Gebäude seitdem leersteht.
Fast in unmittelbarer Nähe befindet sich die 2008 eröffnete Trier Galerie: ein Einkaufszentrum („Shopping Mall“), mit rund 15.000 Quadratmetern Verkaufsfläche. Die als Postanschrift der Trier Galerie dienende Adresse Fleischstraße 62 war ab 1931 der Sitz eines ERWEGE-Einheitspreisgeschäftes (seit 1933 Kaufhaus Porta (Frank und Schloß)). 1935 gelangte es durch „Arisierung“ in das Eigentum des Trierer Geschäftsmannes Adolf Hägin – gegen den Willen der jüdischen Inhaber, Kurt Frank und Hugo Schloß. Das bald als Kaufhaus Hägin firmierende Geschäft zog später in die Simeonstraße (seit 1965 Standort des Kaufhof-Neubaus). Das „arisierte“ Grundstück an der Fleischstraße 62 verkaufte Hägin an das Bistum Trier, das es in den 1950er Jahren, nach Abriss des Altbestands und unter Einbeziehung weiterer Grundstücke, für die Neuerrichtung der Paulinus Druckerei und der Paulinus Fachbuchhandlung nutzte.
Dem Neubau der Trier Galerie musste der architektonische Altbestand abermals komplett weichen: das alte City-Parkhaus (zwischen Metzel- und Zuckerbergstraße) sowie – zwischen Fleischstraße und Metzelstraße – die ehemalige Paulinus Druckerei sowie die 1971 aus der Paulinus Fachbuchhandlung hervorgegangene Akademische Buchhandlung Interbook (seit April 2008 Interbook Mayersche, seit Januar 2019 fusioniert mit Thalia). Die Buchhandlung war, in den 1950er Jahren, an der Fleischstraße anstelle kriegszerstörter Gebäude errichtet worden. Sie zog nun in einen eigens errichteten, vollverglasten Neubau an den Kornmarkt und eröffnete dort im März 2004.
In der Fleischstraße 16 war bis Ende Februar 2020 die Buchhandlung Stephanus niedergelassen. Das 1878 von Heinrich Stephanus gegründete Unternehmen entstand aus der Übernahme der Groppeschen Buchhandlung. Heute ist sie Triers älteste noch existierende Buchhandlung. In Trier ist Stephanus weiterhin mit der Universitätsbuchhandlung in Tarforst vertreten. Als Grund für die Schließung wurde die wachsende Konkurrenz durch den Onlinehandel genannt. In der Fleischstraße unterhält Stephanus nur noch die eigene Verwaltung, das Erdgeschoss wurde an eine Kette für Damenmoden vermietet.
Am Kornmarkt führt die Straße entlang des Posthofs, einem Büro- und Geschäftshaus und vormals Sitz der Oberpostdirektion.

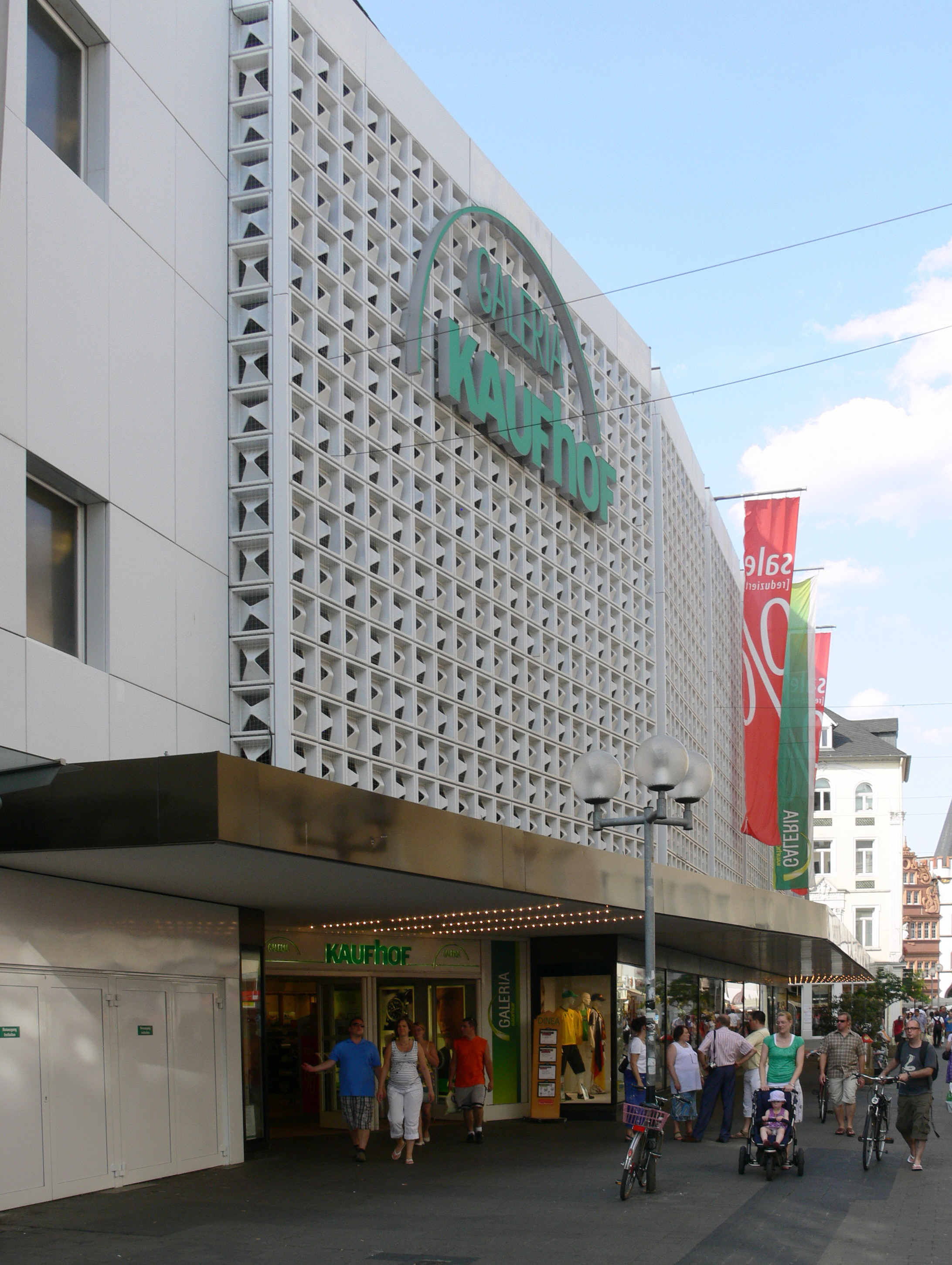
Galeria Kaufhof mit Hortenkacheln

## Kulturdenkmäler
In der Fleischstraße stehen insgesamt 24 Kulturdenkmäler. Sie ist Teil der Denkmalzone Fleischstraße 33-37, 40-45 / Metzelstraße 19, Nagelstraße 2, 3, 28-32. Die meisten Gebäude stammen aus dem 19. Jahrhundert. Auffallend ist das Gebäude der Galeria Kaufhof mit den typischen Hortenkacheln.
Viele historische Gebäude an der Straße wurden im Zweiten Weltkrieg zerstört. Von diesen Gebäuden ist insbesondere das Haus an der Fleischstraße 14 zu erwähnen, das gegenüber dem heutigen Kaufhof stand. Die Geschichte des Gebäudes geht bis in das 15. Jahrhundert zurück. Das Haus wurde 1756 neu aufgebaut. Seinerzeit diente es als Gericht sowie der Pfarrei Sankt Gangolf als Schule, bis es 1819 an Herrn Mohr versteigert wurde, der das Gebäude dem damaligen Zeitgeist anpasste. Das rustizierte Erdgeschoss zeichnete sich durch ein Sohlbankgesims im 1. Obergeschoss sowie ein darunter im Brüstungsbereich verlaufendes von den oberen Etagen abgesetztes Wellenbandmotiv aus. Zu den zerstörten Gebäuden zählt auch das sogenannte Stadtarmenhaus aus dem Jahre 1794 in der Fleischstraße 17.
Im Folgenden werden einige bedeutsame Gebäude genauer beschrieben:

### Fleischstraße 2, 3, 4
Fleischstraße 2, 3 und 4 sind Wohn-, Miets- und Geschäftshaus des Kaufmanns Lambert Bertrams. Sie sind mit leichten Abänderungen nach einem Entwurf des Architekten Carl Walter von 1907/1908 über drei alten Parzellen errichtet. Das viergeschossige, im Dach ausgebaute Traufenhaus verbindet eindrucksvoll die reformerische Baugesinnung seiner Zeit mit einem aufwendigen Putz- und Sandsteindekor, der Jugendstilformen mit klassizistischen Schmuckdetails des Louis-Seize in eigentümlicher Mischung verbindet. Die Fassade betont die Mittelachse durch einen zeittypisch beliebten, mit Stichbögen vortretenden und bis zur Traufe hochgezogenen Erker. Die seitlichen Achsen sind von Pilastern gerahmt. Der üppige Fassadendekor ordnet die kantig-geometrisierten Jugendstilformen den Pilastern und den großformatigen Beletagefenstern der Seitenteile zu. Die vornehmen, auf das um 1800 übliche Formenrepertoire zurückgreifenden, klassizistischen Putzreliefs sind dagegen vorrangig zur Aufwertung des Erkers eingesetzt. Die dominierenden Dekorationsformen zeugen davon, dass der Architekt noch stark vom Historismus geprägt war.

### Haus Eichhorn (Fleischstraße 12)

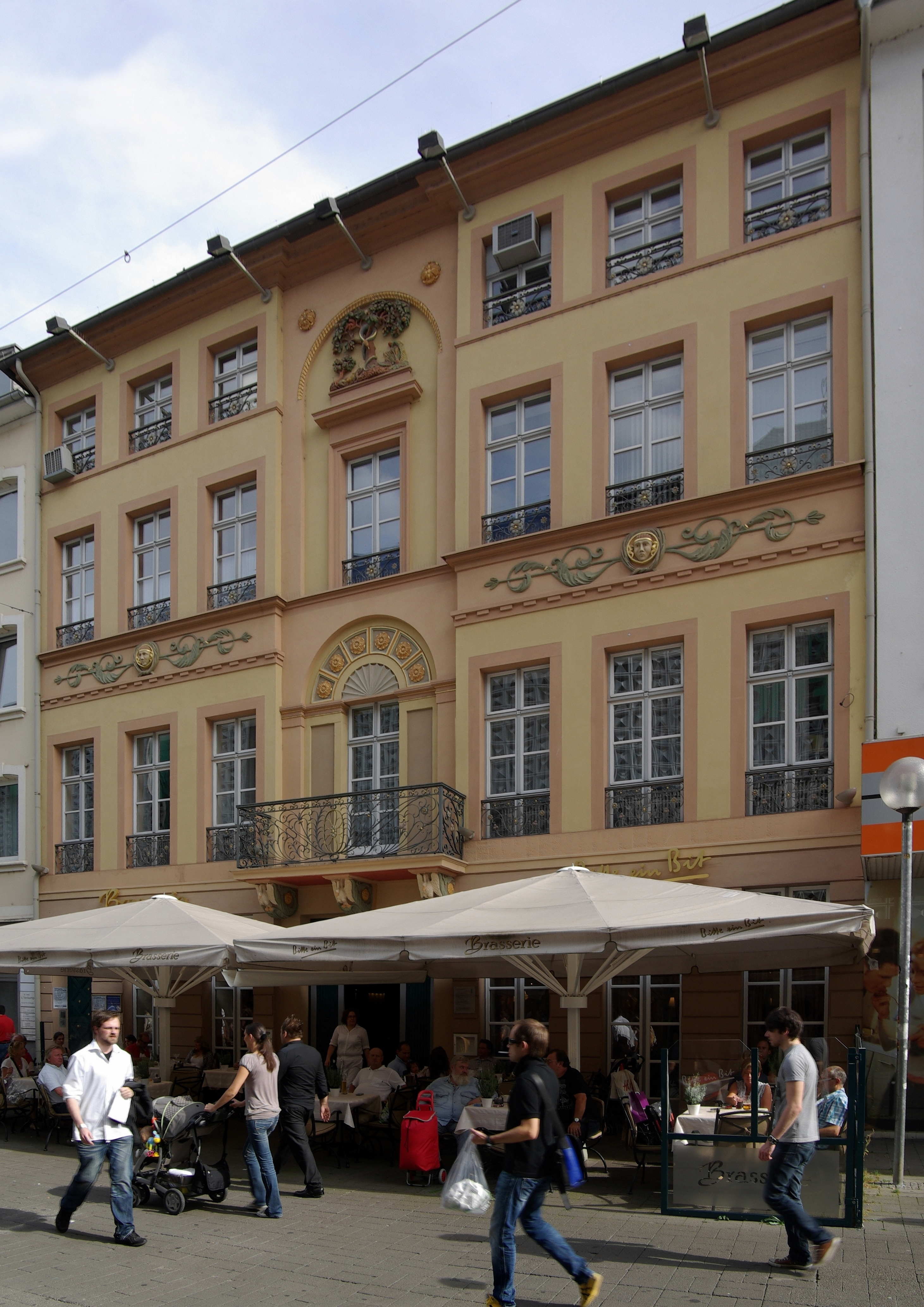
Fleischstraße 12

Das Haus in der Fleischstraße 12 wurde 1826 von dem Arzt Lambert Bernhard Theys errichtet und auch als „Haus Eichhorn“ bezeichnet. Das große Haus deutet mit seinen Formen sowie in einigen Details wahrscheinlich auf Wolff als Planer hin, denn diese auf die preußischen Architekten Langhans, Gilly und Gentz zurückgehenden Formen finden sich in Trier nur an Bauten Wolffs oder ihm mit großer Sicherheit zuzuschreibenden Gebäuden wider. Ähnlich wie bereits am Kornmarktkasino zeigen sich auch hier die Binnenformen von Gillys Palais Lottum wie die rückspringende Mittelachse mit dem Eingangsportal und der modifizierten Serliana darüber. Ähnliche Formen findet man auch am Viewegschen Haus in Braunschweig. Zudem zeigt es die für Wolff typische Kämpferkapitellausbildung, die sich auch am Hauptzollamt Trier finden lässt. Heute sind in dem nach dem Krieg wieder aufgebauten Haus ein Restaurant und einige Arztpraxen untergebracht.

### Fleischstraße 28

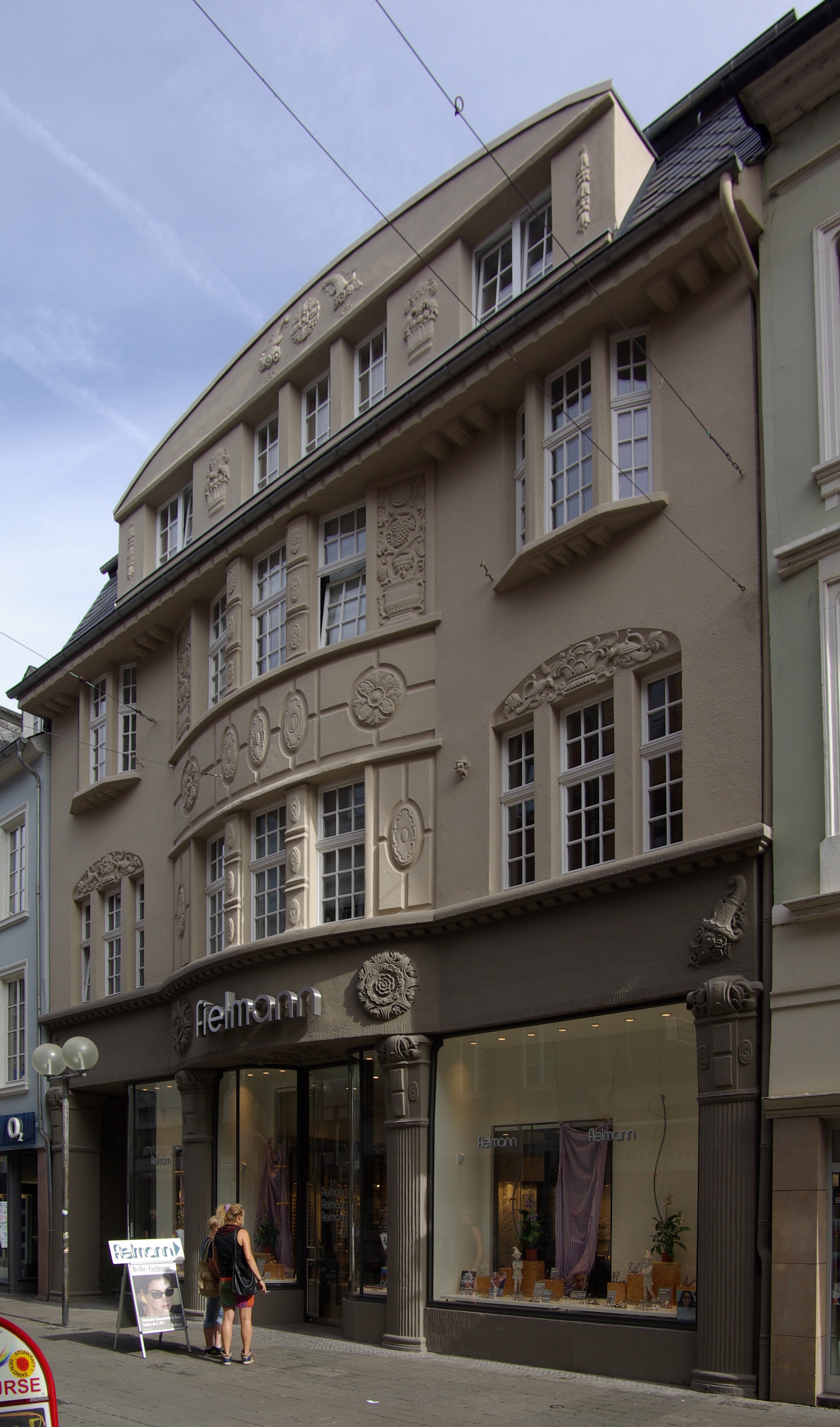
Fleischstraße 28

Das Haus Fleischstraße 28 entstand 1913 nach einem Entwurf des Architekten Franz Josef Kuhn. Es ist ein dreigeschossiges Wohn-, Miets- und Geschäftshaus des Konditors Gustav Amling an der Stelle eines barocken Traufenhauses, dessen tonnengewölbter Keller übernommen wurde. Als Zeilenhaus tritt es mit einer auffallend breitgelagerten, horizontal geschichteten Putzfassade in Erscheinung. Die mit einem mittleren (veränderten) Geschäftseingang und einem seitlichen Wohnungseingang ausgestattete Ladenzone gliedern kannelierte Kunststeinpilaster. Dominant ist ein gerundeter Mittelerker zwischen dreiteiligen und gewändelosen Fenstern, die im ersten Obergeschoss mit flach gerundeten Lünetten ausgestattet sind und im oberen Stock als kantig gebrochene Erker vortreten. Über dem weit vorgezogenen Traufgesims befindet sich ein langgestrecktes, niedriges Zwerchhaus mit flach gebogenem Giebel. Hoher Gestaltungswert kommt auch der reichen, der Fassadengroßgliederung untergeordneten Putzornamentik zu; sie unterstreicht das beherrschende Mittelmotiv des Erkers. Zur ursprünglichen Ausstattung der Fassade zählen außer den Sprossenfenstern der Obergeschosse auch die seitlichen, mit versprosstem Oberlicht ausgestatteten Schaufenster. Ihre für die Bauzeit moderne Gestaltung zeigt sich heute noch am linken Fenster, das mit einer Abrundung zum zurückgelegten Wohnungseingang überleitet. Unter den erhaltenen, ausgeführten Reformarchitektur-Entwürfen Kuhns, der ansonsten strenge, klassizisierende Formen bevorzugte, stellt das Haus Fleischstraße 28 eine verspielte Variante dar.

### Fleischstraße 39

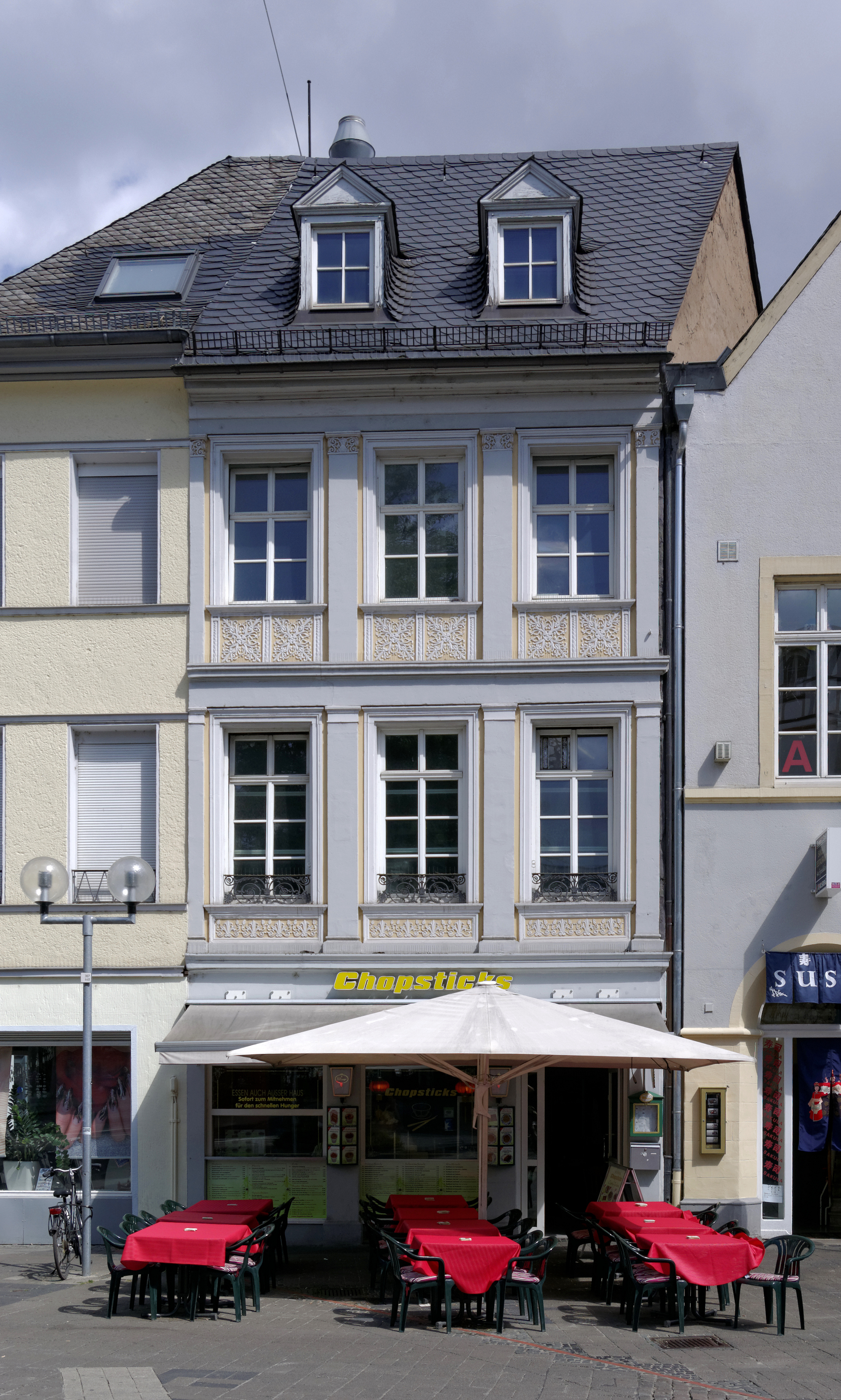
Fleischstraße 39

Das im Jahr 1844 errichtete Gebäude Fleischstraße 39 verweist mit der Gliederung seiner Obergeschosse durch Stockwerkpilaster – im 1. Obergeschoss solche toskanischer, darüber stilisiert ionischer Ordnung – auf niederländische Formen, insbesondere solche des holländisch-englischen Palladianismus, wie er sich im Werk Jacob van Campens und seiner Zeitgenossen Arent van ’s Gravesande und Pieter Post um die erste Hälfte des 17. Jahrhunderts zeigt, jedoch auch bereits bei dem Engländer Inigo Jones zu Beginn des 17. Jahrhunderts. Bedeutender Unterschied sind auch hier die Trierer klassizistisch geraden und horizontal gliedernden Simse im Gegensatz zu den teils barockisierenden Verkröpfungen bei van Carolen und Jones. Wie vergleichbare Bauten, u. a. Neustraße 43, Fleischstraße 39 und Simeonstraße 36, in Trier stammt auch dieses Haus von Peter Bentz. Auch in anderen Städten des Rheinlands finden sich vereinzelt Bauten, die diese Form des Klassizismus zum Vorbild haben, z. B. in der Trankgasse 24 in Köln. Das zehnachsige und dreigeschossige Doppelhaus an der Ecke Fleischstraße/Metzelstraße zeigt in beiden Obergeschossen die für Bentz typische Gliederung der Fassade in Pilaster und Architrav, hier in eleganter Ausbildung als palladianisch-klassische Superposition einer toskanischen und einer ionischen Fantasieordnung. Die Brüstungen sind als feinornamentierte Platten ausgebildet.

### Fleischstraße 78

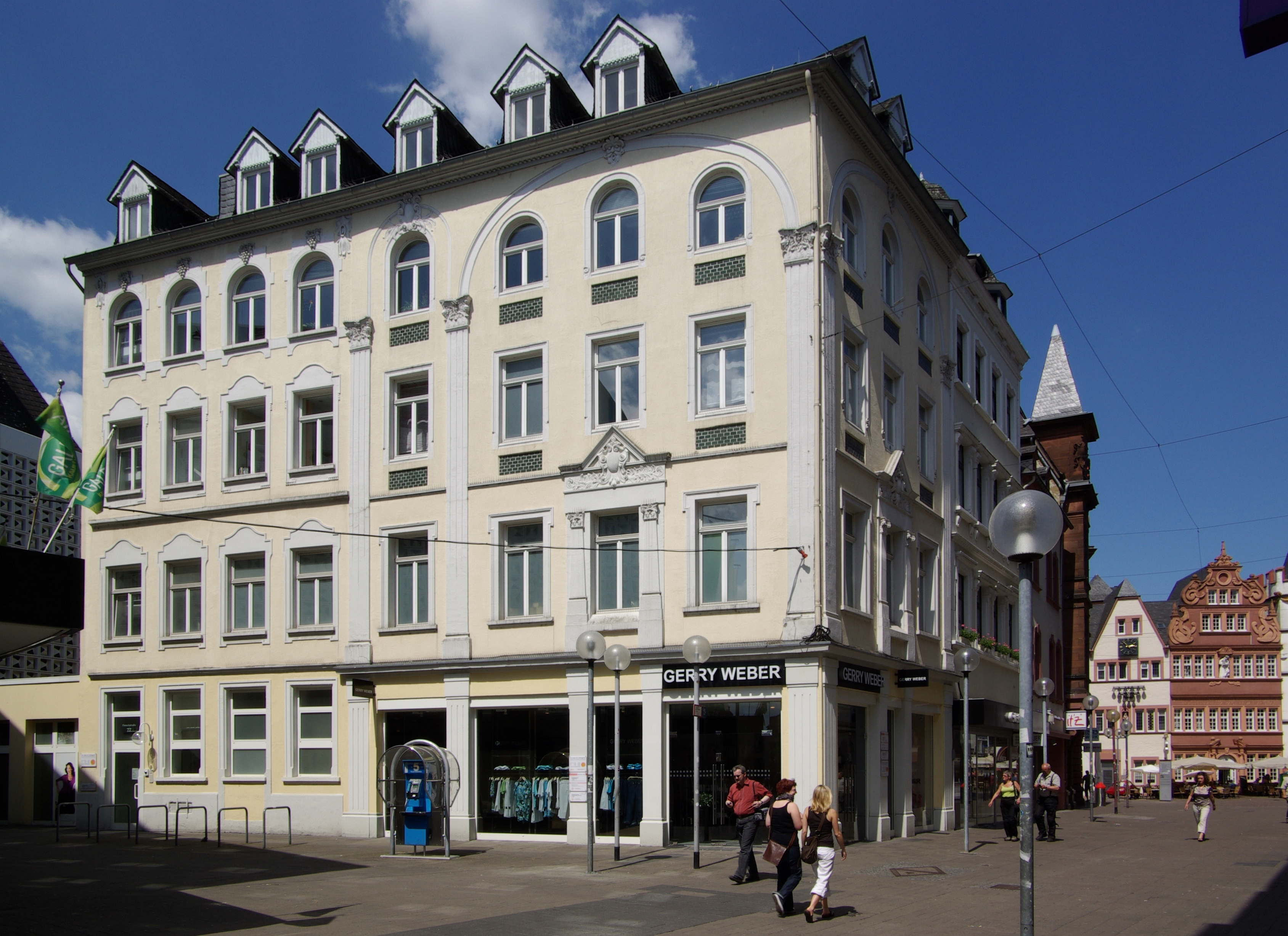
Fleischstraße 77/78

Zwei bis auf die seitlich angehängte Wohnungseingangsachse der Südseite gleiche Fassaden eines 1995 vollständig entkernten, viergeschossigen Eckgebäudes, das um 1905 als Miets- und Geschäftshaus des Weingutbesitzers und Schankwirts Heinrich Werner erstellt wurde. Die beiden sandsteingegliederten Putzfassaden geben sich als singulärer Beitrag zum späthistoristischen Wohn- und Mietshausbau Triers zu erkennen. Stilistisch vertreten sie eine durch neubarocke Dekordetails aufgewertete Variante des zur Bauzeit eher unüblichen Spätklassizismus. Eigenwilliges Hauptmotiv bildet an jeder Front ein gedrückter und mit einer Scheitelmaske verzierter Blendbogen, der über dem veränderten Parterre auf Kolossalpilastern mit kompositartigem Kapitell ansetzt. Das Mittelfenster der Beletage akzentuiert an jeder Fassade eine Sandsteinädikula mit geböschten Pilastern, schwerem Gebälk und einer Dreigiebelverdachung mit barockisierendem Relief. Das in der Masse der um 1900 aufgeführten Miets- und Geschäftshäuser in Trier nur vereinzelt nachzuweisende Fassadenmotiv des mehrere Stockwerke übergreifenden Blendbogens belegt das Bemühen um eine individuelle Fassadengestaltung.

### Doppelhaus Fleischstraße 81/82

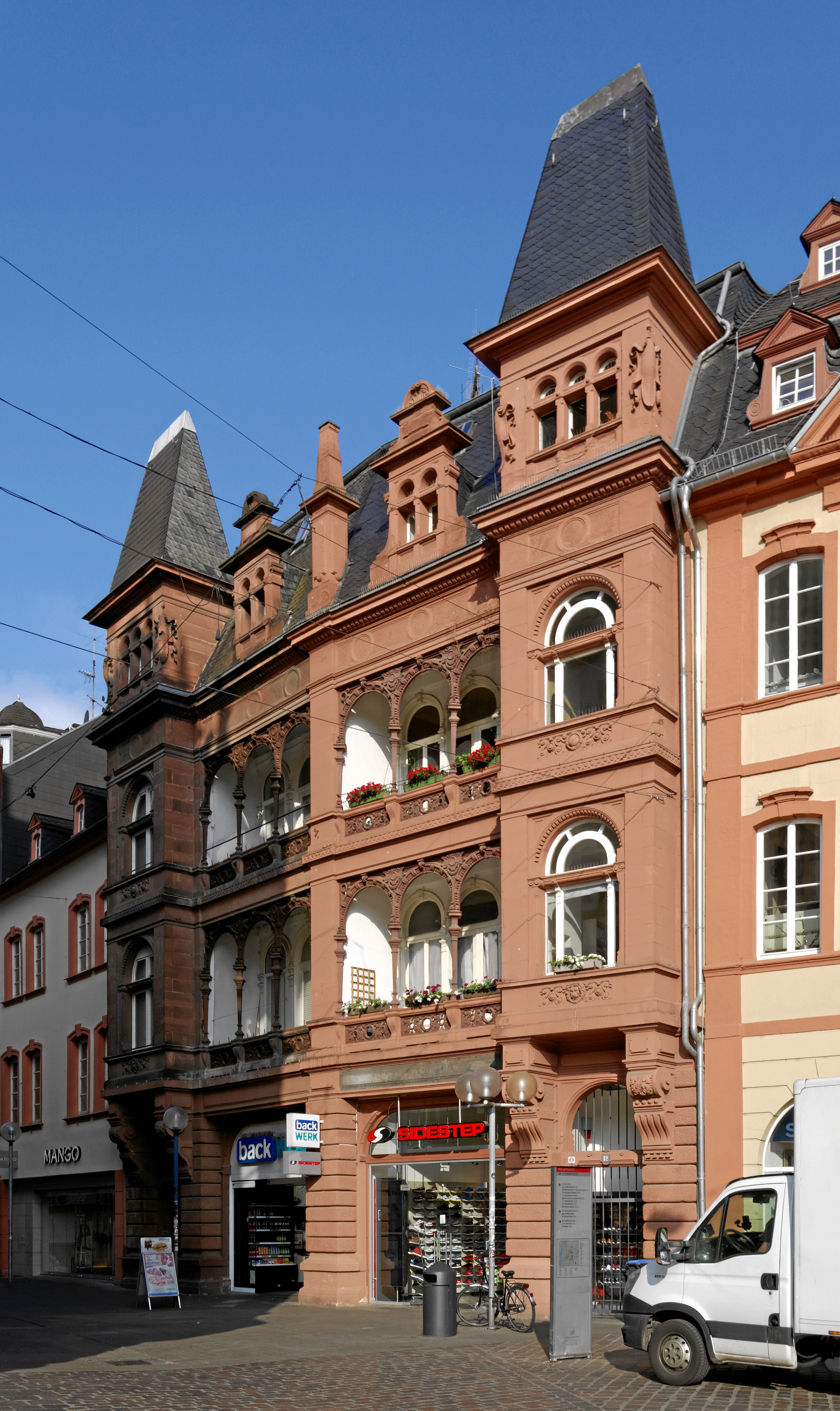
Trier Fleischstraße 81–82

Das Gebäude Fleischstraße 81/82 ist ein dreigeschossiges und im Dach ausgebautes Doppelhaus im Stil Neurenaissance, das 1886/87 als Renditeobjekt des Kaufmanns Friedrich Patheiger vermutlich von dem Bauunternehmer Joseph Weis erbaut wurde. Es steht im Einmündungsbereich der Fleischstraße in den Hauptmarkt an der Stelle des kurz vorher abgebrochenen gotischen Zunfthauses der Schiffsleute. Das aus Ziegeln gebaute Geschäfts- und Mietshaus tritt zur Straße mit seiner bemerkenswerten Sandsteinfassade mit spiegelsymmetrischen Haushälften in Erscheinung. An der Spiegelachse der beiden Hälften befindet sich eine geknickte Traufenfront, welche die noch in den 1870er Jahren übliche Mittenbetonung zugunsten akzentuierter, äußerer Seitenachsen überwindet. Im Erdgeschoss liegen zwischen rustizierten Pfeilern die Schaufenster, darüber in den Obergeschossen dreiteilige Loggien. Seitlich hat das Gebäude massige Kastenerker, die turmartig ausgebaut sind. In der aufgelockerten Dachzone sind über den Loggien übergiebelte, steinerne Zwerchhäuser den Turmstuben der Erker untergeordnet. Die Achse beider Fassadenhälften markiert ein Pfeiler mit einem aufgesetzten Obelisken. Das auffällende Miets- und Geschäftshaus ist sowohl aufgrund seiner Größe als auch hinsichtlich seiner besonderen künstlerischen Qualität ein bedeutender Beitrag zum späthistoristischen Doppelhausbau in der Trierer Altstadt dar.
Noch heute befindet sich unter dem Neubau der stark verbaute, mittelalterlichen Keller des 1557 über zwei Hausparzellen erbauten Amtshauses der Schifferzunft. Es ist eine in 3 × 2 m schiefwinkelig verzogenen Jochen überkommene Gewölbehalle. Vom Haus der Schifferszunft wurden zwei Zunftzeichenreliefs übernommen: Das schlichtere, 1565 bezeichnete ist an der Rückfront des Hauses, das prächtigere, ebenfalls auf 1565 datierte im Eingangsbereich von Nummer 82. Es zeigt das Wappen über gekreuzten Schwertern und eine Banderole mit folgender Inschrift: DIS HVIS STEIDT IN GOTTES HAND - ZV DEM SCHWERDT IST IS GENANT. Zudem wurden drei von ursprünglich vier an der Giebelfassade des Zunfthauses im zweiten Obergeschoss eingebaute spätgotische und dreiteilige Kreuzstockfenstergewände an der geknickten Hoffront des späthistoristischen Hinterhauses wieder eingesetzt.

### Fleischstraße 83

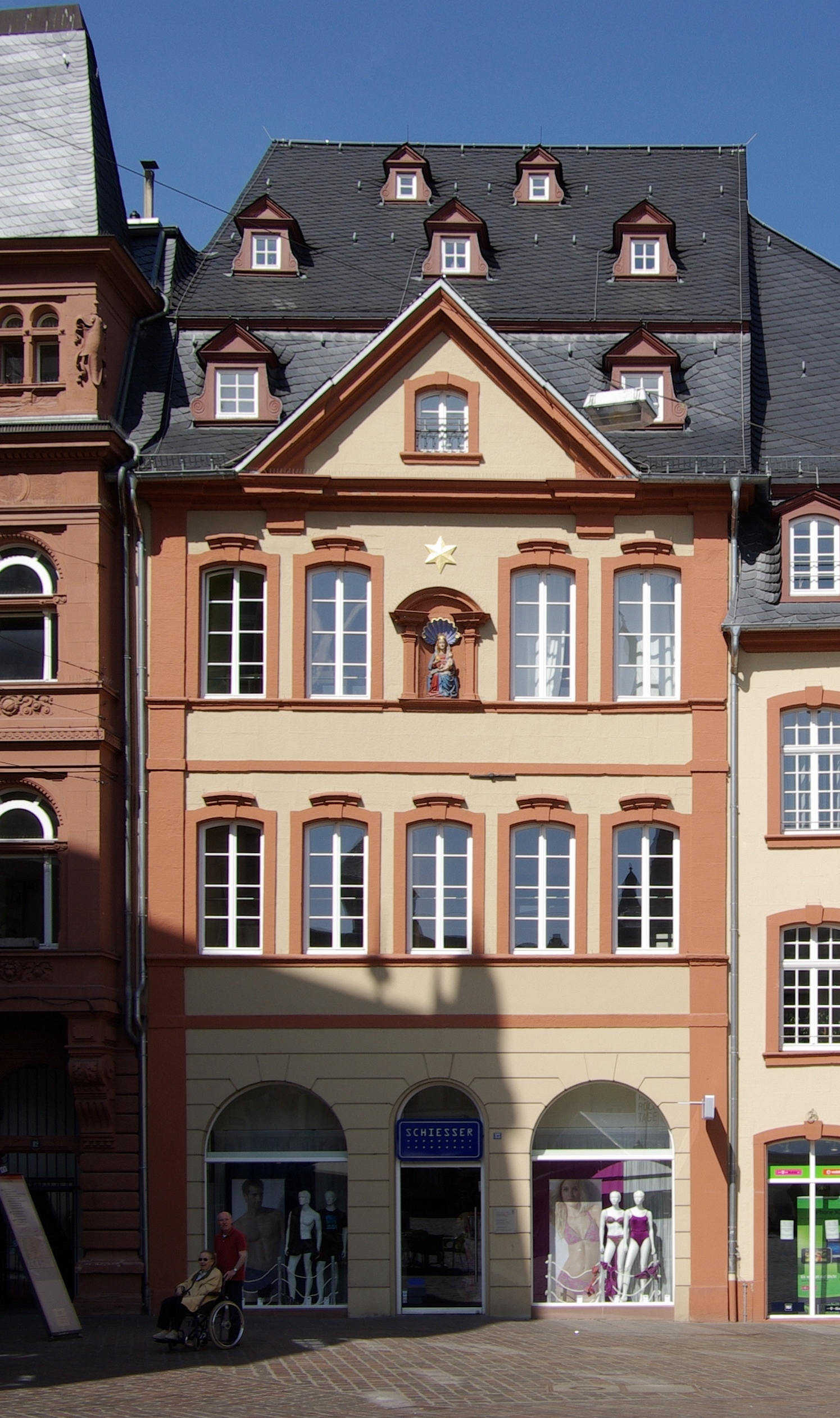
Fleischstraße 83

Fleischstraße 83 ist ein 1737 errichtetes, ehemaliges Zunfthaus der „Geschenkten“ (eine 1709 von der Krämerzunft abgesonderte Kollektivzunft mehrerer kleiner Handwerkszweige). Das über dem mittelalterlichen Keller des 1332 erwähnten Vorgängerhauses „Zum großen Stern“ aufgeführte Gebäude erhielt seinen heutigen Hausnamen „Zum goldenen Stern“ nach einer hier im 19. Jahrhundert eingerichteten Gaststätte. Das Haus wurde insbesondere 1925 und 1962 innen tiefgreifend umgebaut und im Erdgeschoss seiner Fassade verändert. Das von einem hohen Mansarddach übergriffene Traufenhaus hebt sich durch seinen reich gegliederten, dreigeschossigen und mit einem Frontispiz ausgestatteten Wandaufbau von dem städtischen, üblicherweise nur zweigeschossigen Wohnhausbau des Barock ab. Die ursprünglich steinsichtige Fassade ist heute verputzt. Charakteristisch sind die spiegelsymmetrische Anlage und die dichte Sandsteingliederung, Rundbögen im gebänderten Erdgeschoss, Schulterbögen mit Scheitelsteinen in den Obergeschossen.
Im zweiten Stock dient eine mittlere Ädikulanische, in der sich die Kopie einer gotischen Madonna befindet, als Blickfang. Die drei mittleren Achsen übergreift ein dreieckiger, befensterter Frontispiz mit einer dem verkröpften Traufengesims angepassten Rahmenprofilierung. Etliche Architekturdetails (Schlusssteine mit Verdachungen!) sprechen für den 1732 unter Balthasar Neumann als örtlichen Bauführer am Kirchenneubau Sankt Paulin eingesetzten Bruder Joseph Walter als Planverfasser der Zunfthausfassade. Die gotische, im rückwärtigen Bereich durch eine Zwischendecke und Zwischenwände verbaute Kellerhalle umfasst 2 × 4 kreuzgratgewölbte Joche über quadratischen Freipfeilern. Die Ausbildung von über die Fassadenmauer hinaus teilweise unter den Straßenraum reichenden Anräumen erinnert an vergleichbare Kammern im mittelalterlichen Keller der Basilika und im Keller des Hauses Simeonstraße 37. Bedeutend für die rückseitige, mittelalterliche Besiedlung zwischen Dietrichstraße und Fleischstraße ist trotz seines stark verbauten Zustandes ein kleiner, gotischer Einstützenkeller unmittelbar südwestlich des Vorderhauses. Der nur in Teilen zugängliche Raum bildet(e) vier längsrechteckige, kreuzgratgewölbte Joche aus.